# Paul Ehlers (Wasserbauingenieur)
Paul Wilhelm Georg Ehlers (* 1. März 1854 in Wolfenbüttel; † 26. Februar 1934 in Horn-Lippe) war ein deutscher Wasserbauingenieur.

## Leben
Paul Ehlers studierte Bauingenieurwesen an den Technischen Hochschulen Hannover und Braunschweig. 1877 wurde er Mitglied des Corps Hannovera Hannover. 1880 schloss er das Studium in Braunschweig ab. Anschließend trat er in den Staatsdienst ein. Als Regierungsbaumeister war er im Bereich des Ministeriums für Elsaß-Lothringen tätig und an der Vorplanung des Straßburg-Ludwigshafen-Kanals beteiligt. 1888 wurde er mit der Neuauslegung und Reparatur des durch Treibeis beschädigten Oderdeichs beauftragt. Nach erfolgreicher Durchführung war er von 1889 bis 1904 Direktor bei der Oder-Flussverwaltung in Crossen. 1904 erhielt er einen Ruf an die Technische Hochschule Danzig als Professor für Wasserbau. Dort arbeitete er über die Verbesserung der ostdeutschen Kanäle basierend auf praktischen Methoden, wobei er eine korrekte und wirtschaftliche Planung in den Vordergrund stellte. Außerdem war er in die Planung und den Bau verschiedener Wasserkraftwerke involviert.

## Auszeichnungen
- Wahl zum Königlichen Ingenieur, 1904
- Ernennung zum Geheimen Baurat, 1913[3]
- Königlicher Kronenorden 3. Klasse, 1918[4]
- Dr.-Ing. e. H. der Technischen Hochschule Braunschweig, 1923
- Ehrenbürger der Technischen Hochschule Danzig, 1926[5]

## Schriften
- Der Ostkanal, ein Wirtschaftskanal von der Weichsel nach den Masurischen Seen. 1912
- Regulierung geschiebeführender Flüsse insbesondere der Weichsel. 1913
- Die Entwickelung der Wasserwirtschaft in Preußen während der bisherigen Regierungszeit Wilhelm II. 1913
- Bau, Unterhaltung und Verteidigung der Flussdeiche. 1. Auflage: 1914; 2. Auflage: 1947; 3. Auflage: 1950.
- Die Verkehrswirtschaft des Antwerpener Hafens. 1915
- Mittellandkanal und Ostkanal. 1916
- England, Antwerpen und die belgische Barriere. 1916
- Erörterungen zur Widerlegung von Einwürfen gegen den Ostkanal. 1916
- Binnenwasserstrassen des Ostens. 1917
- Die Wasserstraße Danzig-Ukraine. 1918